# Stenoserica delagoana
Stenoserica delagoana är en skalbaggsart som beskrevs av Louis Albert Péringuey 1904. Stenoserica delagoana ingår i släktet Stenoserica och familjen Melolonthidae. Inga underarter finns listade i Catalogue of Life.